# Harry Pearce
Pour les articles homonymes, voir Pearce.
Harry Pearce est un personnage fictif de la série d'espionnage britannique MI-5 (Spooks), chef du département de contre-espionnage du MI5. Il est interprété dans la série par Peter Firth depuis son début en 2002.

## Biographie fictive

### Carrière
Sir Harry Pearce est le chef de la lutte antiterrorisme au MI5 et l'un des plus importants officiers des services de sécurité britanniques. Il est aussi le seul personnage qui soit resté depuis le début de la série. Doté d'un esprit vif et intelligent, et d'une loyauté inébranlable envers son pays, Harry est un leader naturel qui a donné sa vie pour le MI5 et ne reculera devant rien pour vaincre les multiples menaces terroristes. Cependant, Harry déteste avoir recours à la torture et aux sacrifices d'innocents pour accomplir son devoir.
Harry est un homme important qui connait de nombreux politiciens importants, y compris le Premier Ministre et le président du Joint Intelligence Committee (Comité Conjoint du Renseignement), et a siégé sur de nombreux comités top secrets. Son importance est telle qu'il est l'un de trois agents du MI5 à connaitre l'existence de l'Opération « Sugar Horse », la plus importante opération du MI5 en cours.

### Vie privée
Harry rencontra sa femme, Jane Townsend, pendant ses études à Oxford. Ils se marient le 15 juin 1977. Harry dit dans le tout premier épisode que c'est ce jour la, juste après leur mariage, qu'il a dit à sa femme qu'il était un espion. Le 25 avril 1980, sa fille Catherine est née et son fils Graham le 18 juin 1983. Cependant, malgré son amour pour sa famille, le travail de Harry vient toujours avant et Jane et lui divorcèrent en 1986. Cette dernière tomba dans la dépression après le divorce et son fils chuta dans la drogue. Sa fille prit le nom de jeune fille de sa mère et n'adressa pas la parole à son père pendant longtemps, disant même à de nombreuses personnes qu'il était mort. 
Dans la saison 2, une nouvelle analyste arrive au MI5. Ruth Evershed forme de proche amitiés avec tous les membres de l'équipe mais son amitié avec Harry est plus forte que les autres. Dans la saison 5, leur amitié commence à prendre une tournure romantique jusqu'à ce que Harry finissent par demander à Ruth de dîner avec lui un soir. Si cela se passe bien, les rumeurs qui circulent dans la section D mènent Ruth à mettre un terme à toute relation possible. Ruth est plus tard accusé de meurtre dans le cadre d'une conspiration gouvernementale. Harry est prêt à aller en prison pour sauver Ruth mais cette dernière refuse de le voir ruiner sa carrière au MI5. Ainsi, elle se présente comme étant coupable avant de quitter le pays. Harry tente de lui faire part de son amour pour elle mais elle lui dit de laisser 'cela comme quelque chose de merveilleux qui ne fut jamais dit.'